# Брдо-при-Луковиці
Брдо-при-Луковиці (словен. Brdo pri Lukovici) — поселення в общині Луковиця, Осреднєсловенський регіон, Словенія. 
Висота над рівнем моря: 379,5 м.

## Відомі люди
- Янко Керснік (1852—1897) — словенський письменник та політик.